# Passiflora aurantioides
Passiflora aurantioides (sin. Hollrungia aurantioides) je biljka iz porodice Passifloraceae, roda Hollrungia. Status ove vrste nije riješen, ali neki podatci sugeriraju da je ovo ime sinonim za Passiflora aurantioides (K.Schum.) Krosnick
Raste u Papui Novoj Gvineji, u pokrajini Istočni Sepik.

## Vanjske poveznice
- Hollrungia na Germplasm Resources Information Network (GRIN)  Arhivirana inačica izvorne stranice od 3. svibnja 2013. (Wayback Machine), SAD-ov odjel za poljodjelstvo, služba za poljodjelska istraživanja.
- Catalogue of Life: 30th November 2016: indexing the world's known species  Arhivirana inačica izvorne stranice od 20. prosinca 2016. (Wayback Machine) Hollrungia aurantioides K. Schum.